# 酒田市議会
酒田市議会（さかたしぎかい）は、山形県酒田市に設置されている地方議会である。

## 概要

### 定数
25人

### 任期
4年
- 議会解散が実施されれば任期満了前であっても議員任期は終了する。

### 委員会
- 議会運営委員会
- 議会報編集委員会

#### 常任委員会
- 総務常任委員会
- 民生常任委員会
- 建設経済常任委員会

#### 特別委員会
- 予算特別委員会
- 決算特別委員会
- 議会改革推進特別委員会

### 定例会
- 通年議会：定例会の回数を年1回、会期を約1年と定めている。[2]
  - 定例議会：6月、9月、12月、3月（集中的に審議を行う期間）
  - 臨時議会：随時

### 事務局
- 議会事務局

## 会派
| 会派等名                   | 議員数 | 所属党派        | 議員名（◎は代表者）                                                                    | 女性議員数 |
| -------------------------- | ------ | --------------- | -------------------------------------------------------------------------------------- | ---------- |
| 新政会                     | 10     | 公明党1 無所属9 | ◎進藤晃 遠田敏子 伊藤欣哉 佐藤喜紀 松本国博 安藤浩夫 齋藤直 高橋千代夫 佐藤伸二 佐藤猛 | 1          |
| 志友会                     | 6      | 無所属          | ◎後藤仁 後藤啓 冨樫覚 池田博夫 田中斉 田中廣                                           | 0          |
| 日本共産党酒田市議会議員団 | 2      | 日本共産党      | ◎斎藤周 市原栄子                                                                       | 1          |
| 令和会                     | 2      | 無所属          | ◎市村浩一 大壁洋平                                                                     | 0          |
| 市民の会                   | 2      | 無所属          | ◎後藤泉 武田恵子                                                                       | 1          |
| 市政研究会                 | 2      | 無所属          | ◎齋藤美昭 佐藤弘                                                                       | 0          |
| 無会派                     | 1      | 無所属          | 冨樫幸宏                                                                               | 0          |
| 計                         | 25     |                 |                                                                                        | 3          |

（2023年11月20日現在）

## 議員報酬
| 役職   | 議員報酬        | 政務活動費     |
| ------ | --------------- | -------------- |
| 議長   | 月額 53万5000円 | 月額 2万5000円 |
| 副議長 | 月額 48万0000円 | 月額 2万5000円 |
| 議員   | 月額 45万0000円 | 月額 2万5000円 |

- 別途、年2回期末手当あり
- 政務活動費の残金は市に返還する義務がある
- 議員年金は2011年（平成23年）6月1日で廃止されている

## 議会出身者
- 山木武夫（元衆議院議員）
- 青塚恒治（元酒田市長）